# RGM-40榴彈發射器
RGM-40（俄語：RGM-40 “Кастет”，意為：指節套環）是一款由俄罗斯所研製和生產的單發式40毫米肩射型榴弹发射器，是GP-30的肩射型版本，發射40毫米無彈殼榴彈。

## 概述
RGM-40是以GP-30為藍本，並且在加裝伸縮式槍托、AK型手槍握把和上翻型立式標尺式機械瞄具以後變成的獨立式肩射型版本。它是一枝單發、槍口裝填式武器，具有自我擊發式扳機機構，並且與GP-30提供高度共同性。它的設計主要是警用用途，因此可以使用多種非致命性彈藥（即催淚瓦斯彈、眩暈榴彈等）。此外，它亦可使用俄式標準型40毫米VOG-25和VOG-25P破片榴彈。

## 使用國
- 俄羅斯：被俄罗斯联邦内务部所採用。[2]

## 流行文化

### 电子游戏
- 2013年—：命名為「Kastet」，初始攜彈量為1發（聯機模式）和11發（滅絕模式），最高攜彈量為1發（聯機模式）和12發（滅絕模式）。聯機模式時沒有任何可以使用的改裝；滅絕模式時價格為$1,500（「黃昏」）和$2,000（「聯絡點」和「求救」）。

## 資料來源
1. ↑  .   [2014-05-22]. （原始内容存档于2014-10-16）.
2. ↑  .   [2014-05-22]. （原始内容存档于2014-05-07）.

## 外部連結
- （俄文）—Гранатомет РГМ-40 Кастет（页面存档备份，存于）
- （俄文）—РГМ-40 «Кастет»